# ダレデモダンス
ダレデモダンスは、TRFのSAMが代表理事を務める一般社団法人ダレデモダンス（東京都目黒区）が、ストリートダンスの普及と指導者の育成、ダンサーの活躍の場の拡大を目的として行うプロジェクトである。

## 概要
TRFのSAMは、2006年2月17日に一般社団法人ダレデモダンスを設立、代表理事に就任。この団体での活動を通じて、誰もがストリートダンスに親しみやすい環境を創出し、ストリートダンスの普及と指導者の育成、ダンサーの活躍の場の拡大を目指すと発表。特に高齢者向けには、医師や理学療法士、ピラティス等の専門家の協力を得て、高齢者が無理なく踊れて、健康増進に効果が期待できるメソッドを開発し、アクティブシニア世代の健康寿命伸張に貢献できるよう取り組むとしている。

## ダンスメソッド
高齢者やダンス経験のない人でも、誰もが無理なく踊ることのできるよう、スローな曲に合わせた振り付けをSAMが制作。ダレデモダンスのワークショップ等で用いられている。医師の、丸山泰幸、小久保徹、田嶋明彦、北川正博、ピラティスインストラクターの野口美樹らが監修者として参加している。また、TRFのヒット曲「Love & Peace Forever」を用いた高齢者向けのダンスレッスンを収録したDVDが2016年9月19日から発売されている。

## ワークショップ
ダレデモダンスの普及のため、SAMやCHIHARUをはじめとするダレデモダンス認定インストラクターが各地を訪れて、高齢者等を対象としたワークショップを開催している。

## ダレデモダンス検定
一般社団法人ダレデモダンスが認定するストリートダンスの資格制度。学科と実技の講習を受け試験に合格すると、ライセンス証が授与される。初回の検定は2016年9月17日（土）にベーシック検定が、翌18日（日）にアドバンスト検定が行われた。インストラクター検定及びマスター検定はまだ実施されていない。

### ベーシックライセンス
ストリートダンス及びJAZZダンスの学科講習、実技講習を受講すればライセンスを授与される。受検資格に制限はなく誰でも受検できる。

### アドバンストライセンス
ベーシックライセンスの学科講習から出題される学科試験と、当日指定される課題演舞及び自由に踊る自由演舞を踊る実技試験に合格するとライセンスが授与される。ベーシックライセンス取得者のみ受検可能。

### インストラクターライセンス
振付の基本と高齢者、幼児等への応用、安全指導と緊急時対応、クラス運営の基本などの学科講習とストリートダンス全般の実技講習を受講し、学科試験及び実技試験に合格するとライセンスが授与される。受検資格は、アドバンストライセンスを所持する18才以上（高校生は卒業以降）の者または代表理事が認めた者とされている。なお、インストラクターライセンスを取得するとダレデモダンス認定スタジオを開設する権利が与えられる。

### マスターライセンス
社会福祉学、舞台芸術学、老年学、児童学、ピラティス、組織マネジメントなどの学科講習を受講し、学科試験及び実技試験に合格するとライセンスが授与される。受検資格は、インストラクターライセンス取得後2年以上かつ指導経験5年以上、または代表理事が認めた者とされている。

## 認定スタジオ
ダレデモダンス検定のインストラクターライセンスを取得した指導者が解説するダンススタジオで、ダレデモダンスを習うことができる。2016年11月現在で認定スタジオは2箇所だけであるが、今後順次拡大すると公式ウエブで表明している。